# Xbox (серия игровых консолей)
Xbox — серия игровых консолей от американской транснациональной корпорации Microsoft.
Первая приставка вышла на рынок 15 ноября 2001 года, последняя на данный момент Xbox Series X/S — 10 ноября 2020 года.

## Стационарные консоли

### Xbox
Xbox — игровая приставка, разработанная и производившаяся компанией Microsoft. Впервые поступила в продажу 15 ноября 2001 года. Это первое самостоятельное выступление компании Microsoft на рынке игровых приставок после совместного с компанией SEGA проекта по разработке версии операционной системы Windows CE для игровой приставки Dreamcast. Microsoft Xbox напрямую конкурировала с Sony PlayStation 2 и Nintendo GameCube.

### Xbox 360
Xbox 360 — вторая по счёту игровая приставка компании Microsoft, которая последовала за Xbox. Xbox 360 конкурирует с Sony PlayStation 3 и Nintendo Wii в качестве игровой системы седьмого поколения. Некоторые из основных функций Xbox 360 представлены сервисом Xbox Live, позволяющим играть через Интернет, а также загружать разнообразный контент — видеоигры, демоверсии, трейлеры, музыку, ТВ-шоу и т. п.

### Xbox One
Xbox One — третья по счёту игровая приставка от компании Microsoft, являющаяся преемником Xbox 360. Microsoft создает новое семейство под названием Xbox One, в которое входит оригинальная консоль — Xbox One, более стройная Xbox One S и мощнейшая консоль компании на тот момент — Xbox One X. Конкурентами Xbox One среди игровых платформ восьмого поколения являются PlayStation 4 от Sony Computer Entertainment и Wii U от Nintendo. Год выпуска — 2013.
Xbox One S — очередная консоль от компании, призванная побороть Sony PlayStation 4, компания прислушалась к игрокам и внесла желанные улучшения, такие как размер, дизайн, интеграцию блока питания, изменения в геймпаде. Релиз состоялся в 2016 году.
Xbox One X — третья консоль в семействе Xbox One. Является главным конкурентом PlayStation 4 Pro. Релиз состоялся в 2017 году.

### Xbox Series X/S
12 декабря 2019 года на ежегодной церемонии награждения The Game Awards глава Xbox Фил Спенсер представил консоль нового поколения от Microsoft, которая получила свое официальное название — Xbox Series X. Таким образом, название «Project Scarlett», с которым она ассоциировалась ранее, устарело.
Сообщается, что Xbox Series X будет совместима с некоторыми старыми играми, которые выходили на консоли семейства Xbox, но не со всеми. Консоль будет поддерживать как диски, так и виртуальные копии игр. Фил Спенсер заявил, что ряд крупных игровых студий уже начали работу над играми для Xbox Series X. Чтобы продемонстрировать возможности новой консоли, зрителям показали дебютный трейлер игры Senua’s Saga: Hellblade II, которая является сиквелом Hellblade: Senua’s Sacrifice.
Стоимость Xbox Series X/S на старте продаж составит 500/300$(€) в США и странах Европы.

#### Центральный процессор
Xbox Series X оснащена модифицированным 8-ядерным/16-поточным(SMT) центральным процессором AMD Ryzen поколения Zen 2.
Частота процессора — 3,66/3,8 ГГц, в зависимости от режима работы консоли.

#### Графический процессор
Графический процессор консоли основан на модифицированном чипе нового семейства Radeon Navi с архитектурой RDNA 2 (второго поколения) и мощностью 12.15 TFLOPS.
Более 25 TFLOPS вычислительной мощности Xbox Series X сможет выдавать при рендеринге в сценах с рейтрейсингом.
Количество вычислительных блоков — 52. Рабочая частота графического ядра составит 1,825 ГГц. Всего физическое количество вычислительных блоков в чипе 56, но 4 из них отключены на тот случай, если 1 или несколько основных блоков выйдут из строя и их отсутствие можно было компенсировать без потери производительности для системы.
И центральный, и графический процессоры в Xbox Series X построены на улучшенной версии технологического процесса 7-нм+.

#### Остальные спецификации
В качестве запоминающего устройства используется модифицированный NVMe SSD объёмом 1 терабайт, также предусмотрен аналогичный внешний SSD ещё на терабайт в виде подключаемой «карты памяти».
Пропускная способность SSD — 2,4 ГБ/с(Raw); 4,8 ГБ/с(с пользовательским аппаратным декомпрессионным блоком).
Объём оперативной памяти составит 16 ГБ нового стандарта GDDR6 — пропускная способность памяти от 336 до 560 ГБ/с. Интерфейс шины памяти — 320-бит.
Консоль будет оснащена Ultra-HD Blu-ray дисководом с воспроизведением контента в 4K и 8K.
Также предусмотрен многоканальный 3D-звук Dolby Atmos и поддержка технологии Dolby Vision, созданная для видео с широким динамическим диапазоном(HDR).
В августе 2020 стало известно, что Xbox Series X будет поддерживать обновленную версию DirectX 12 — DirectX 12 Ultimate. Это позволит консоли обрести поддержку ряда новых технологий:
- Mesh Shaders — предоставляет разработчикам больше контроля над тем, как программа взаимодействует с графическим процессором.
- Variable Rate Shading (VRS) — позволяет разбивать картинку на экране на зоны и рендерить их с разной степенью детализации. Так системные ресурсы направляются туда, где они больше всего нужны.
- DirectX Raytracing — трассировка лучей.
- Sampler Feedback — интеллектуально снижает нагрузку на GPU и повышает производительность.

Таким образом, Xbox Series X станет самой мощной консолью в новом поколении. Для сравнения: производительность Xbox Series X — 12,15 TFLOPS; PlayStation 5 — 10,28 TFLOPS; Xbox Series S — 4 TFLOPS.
Скорость ЦП, пропускная способность оперативной памяти и ряд других спецификаций, также имеют самые высокие показатели в новом поколении у Xbox Series X.

##### Характеристики Xbox Series S
Схожий ЦП, но работающий на частоте 3,4/3,6 ГГц. Мощность графики 4 TFLOPS — также RDNA 2(второго поколения), но с 20 вычислительными блоками и частотой ядра 1,565 ГГц.
И центральный, и графический процессоры консоли Xbox Series S тоже построены на улучшенной версии технологического процесса 7-нм+.
NVMe SSD рассчитан на 512 ГБ. Объём оперативной памяти 10 ГБ GDDR6 с пропускной способностью от 56 до 224 ГБ/с.

### Сравнение
| Название                           | Xbox | Xbox 360                                                  | Xbox One | Xbox One                                                                                               | Xbox One | Xbox Series                                                     | Xbox Series                                                     |
| Название                           | Xbox | Xbox 360                                                  | Xbox One | Xbox One S                                                                                             | Xbox One X | Xbox Series S                                                   | Xbox Series X                                                   |
| ---------------------------------- | --- | --------------------------------------------------------- | --- | --- | --- | --------------------------------------------------------------- | --------------------------------------------------------------- |
| Изображение консоли                | Xbox console with «Controller S» |                                                           | | | |                                                                 |                                                                 |
| Дата выхода                        | / 15 ноября 2001 года 22 февраля 2002 года 14 марта 2002 года | / 22 ноября 2005 года 1 ноября 2007 года                  | / 22 ноября 2013 года 26 сентября 2014 года                                                                            | Xbox One S: / 2 августа 2016 года 28 октября 2016 года Xbox One S All-Digital Edition: 7 мая 2019 года | 7 ноября 2017 года                                                                                                | 10 ноября 2020 года                                             | 10 ноября 2020 года                                             |
| Поддержка прекращена               | 2007 2008 2009 | 20 апреля 2016 года                                       | 2 августа 2016 года | 16 июля 2020 года (Xbox One S All-Digital Edition) 2020 (Xbox One S)                                   | 16 июля 2020 года                                                                                                 | —                                                               | —                                                               |
| Продажи                            | 24,6 миллиона (на 10 ноября 2020) | 85,8 миллионов (на 10 ноября 2020)                        | 51 миллион (на 15 августа 2022)                                                                                        | 51 миллион (на 15 августа 2022)                                                                        | 51 миллион (на 15 августа 2022)                                                                                   |                                                                 |                                                                 |
| Самая продаваемая игра             | Halo 2, 8 миллионов (на 9 мая, 2006) | Kinect Adventures, 24 миллиона                            | Call of Duty: Black Ops III 6.61 млн (на 16 марта 2016)                                                                | Call of Duty: Black Ops III 6.61 млн (на 16 марта 2016)                                                | Call of Duty: Black Ops III 6.61 млн (на 16 марта 2016)                                                           |                                                                 |                                                                 |
| Носитель                           | DVD-ROM | DVD-ROM                                                   | Blu-ray Disc | Blu-ray Disc                                                                                           | Blu-ray Disc | —                                                               | Blu-ray Disc                                                    |
| Процессор                          | 733 МГц x86 Intel Celeron/Pentium III Custom Hybrid | Трёхъядерный IBM Xenon 3,2 ГГц с архитектурой IBM PowerPC | Восьмиядерный AMD Jaguar 1,75 ГГц, построенный на x86-64 архитектуре, используется 28-нм техпроцесс                    | Восьмиядерный AMD Jaguar 1,75 ГГц, построенный на x86-64 архитектуре, используется 28-нм техпроцесс    | Custom CPU @ 2,3 ГГц, 8 ядер                                                                                      | AMD Zen 2 @ 3,4 ГГц, 8 ядер                                     | AMD Zen 2 @ 3,8 ГГц, 8 ядер                                     |
| Графический процессор              | 233 МГц Custom Nvidia NV2A | ATI Xenos 500 МГц                                         | AMD Radeon 1,31 TFLOPS                                                                                                 | AMD Radeon 1,4 TFLOPS                                                                                  | AMD Radeon 6 TFLOPS                                                                                               | AMD Radeon Navi 4 TFLOPS                                        | AMD Radeon Navi 12,15 TFLOPS                                    |
| Оперативная память                 | 64 МБ DDR SDRAM | 512 МБ GDDR3                                              | 8 ГБ DDR3 SDRAM 2133 МГц. (В играх используется 5 Гб, 3 ГБ использует ОС). Пропускная способность 68 ГБ/с. 32 MB eSRAM | | 12 ГБ GDDR5 SDRAM 2133 МГц. Пропускная способность 326 ГБ/с. (8 Гбайт используется для игр, а 4 ГБ использует ОС) | 10 ГБ GDDR6                                                     | 16 ГБ GDDR6                                                     |
| Постоянная Память                  | HDD | HDD, не более 2 ТБ                                        | Несъёмный HDD 500ГБ/1ТБ/2ТБ                                                                                            | Несъёмный HDD 500ГБ/1ТБ/2ТБ                                                                            | Несъёмный HDD 500ГБ/1ТБ/2ТБ                                                                                       | SSD 512 ГБ                                                      | SSD 1ТБ                                                         |
| Интеграция трёхмерного телевидения | Нет | Да                                                        | Да | Да | Да |                                                                 | Да                                                              |
| Дополнительный экран               | Нет | Smart Glass                                               | Smart Glass и Windows 10                                                                                               | Smart Glass и Windows 10                                                                               | Smart Glass и Windows 10                                                                                          |                                                                 | Smart Glass и Windows 10                                        |
| Аксессуары                         | - Xbox Live Starter Kit - Xbox Media Center Extender - DVD Playback Kit - Xbox Music Mixer - Memory Unit (8 MB) - Logitech Wireless Controller (2.4 Ггц) - Больше… | - Kinect                                                  | - Kinect - Гарнитура                                                                                                   | | |                                                                 |                                                                 |
| Онлайн-сервисы                     | Xbox Live | Xbox Live                                                 | Xbox Live | Xbox Live                                                                                              | Xbox Live | Xbox Live                                                       | Xbox Live                                                       |
| Региональная блокировка            | Да | Да                                                        | Да | Да | Да | Да                                                              | Да                                                              |
| Игры                               | Список игр на Xbox | Список игр на Xbox 360                                    | Список игр на Xbox One                                                                                                 | Список игр на Xbox One                                                                                 | Список игр на Xbox One                                                                                            | Список игр на Xbox Series                                       | Список игр на Xbox Series                                       |
| Обратная совместимость             | — | Ограниченное число игр от Xbox                            | Ограниченное число игр от Xbox и Xbox 360                                                                              | Ограниченное число игр от Xbox и Xbox 360                                                              | Ограниченное число игр от Xbox и Xbox 360                                                                         | Все игры от Xbox One. Ограниченное число игр от Xbox и Xbox 360 | Все игры от Xbox One. Ограниченное число игр от Xbox и Xbox 360 |